# Przekładnia hiperboloidalna

Przekładnia hiperboloidalna – przekładnia zębata o kołach walcowych z zębami skośnymi.
Przekładnie tego typu mają osie zwichrowane. Kąt pomiędzy osiami Σ jest sumą kątów pochylenia zęba w obu kołach zębatych β1 i β2. Dąży się do tego, by wartości kątów były bliskie sobie, gdyż wtedy udział tarcia w pracy zazębienia jest zminimalizowany.
Jako że w przekładniach tego typu styk zębów ma charakter punktowy, nadają się one do przenoszenie tylko niewielkich obciążeń.
Sprawność przekładni hiperboloidalnej wynosi:
η = (1 – μ * tan β2) / (1 + μ * tan β1)
gdzie μ to współczynnik tarcia, uzależniony od rodzaju materiału kół, chropowatości ich powierzchni oraz sposobu smarowania.